# 何士德
何士德（1910年—2000年），原名何炳民，广东阳江人，中国作曲家，曾任中华人民共和国文化部电影局音乐处处长，中国音乐出版社辞典编辑部主任。歌曲代表作有《新四军军歌》、 《渡长江》、《父子岭上》、《我们本是一家人》、《新四军万岁》等。